# Condado de Tuolumne
El condado de Tuolumne (en inglés: Tuolumne County), fundado en 1850, es uno de 58 condados del estado estadounidense de California. En el año 2008, el condado tenía una población de 55 825 habitantes y una densidad poblacional de 10 personas por km². La sede del condado es Sonora.

## Geografía
Según la Oficina del Censo, el condado tiene un área total de 5889.6 km², de la cual 5788.6 km² es tierra y 101 km² (1.71%) es agua.

### Condados adyacentes
- Condado de Alpine (norte)
- Condado de Mono (este)
- Condado de Madera (sureste)
- Condado de Mariposa (sur)
- Condado de Stanislaus & condado de Merced (suroeste)
- Condado de Calaveras (noroeste)

### Localidades

#### Ciudades
- Sonora

#### Lugares designados por el censo
Cedar Ridge |
Chinese Camp |
Columbia |
Cold SPrings |
East Sonora |
Groveland-Big Oak Flat |
Jamestown |
Mi-Wuk Village |
Mono Vista |
Phoenix Lake |
Pine Mountain Lake |
Sierra Village |
Soulsbyville |
Strawberry |
Tuolumne City |
Tuttletown |
Twain Harte 

#### Áreas no incorporadas
Blanchard |
Buchanan |
Bumblebee |
Confidence |
Dardanelle |
Deadwood |
Long Barn |
Mather |
Moccasin |
Pinecrest |
Springfield |
Standard 

## Demografía
En el censo de 2000, había 54 501 personas, 21 004 hogares y 14 240 familias residiendo en el condado. La densidad poblacional era de 8.9 personas por km². En el 2000 había 28 336 unidades habitacionales en una densidad de 5 por km². La demografía del condado era de 89.4% blancos, 2.10% afroamericanos, 1.82% amerindios, 0.72% asiáticos, 0.17% isleños del Pacífico, 2.89% de otras razas y 2.84% de dos o más razas. 8.16% de la población era de origen hispano o latino de cualquier raza.
Según la Oficina del Censo en 2008 los ingresos medios por hogar en la localidad eran de $47 466, y los ingresos medios por familia eran $59 583. Los hombres tenían unos ingresos medios de $35 373 frente a los $25 805 para las mujeres. La renta per cápita para la localidad era de $24 667. Alrededor del 11.40% de la población estaban por debajo del umbral de pobreza.

## Transporte

### Principales autopistas
- Ruta Estatal de California 49
- Ruta Estatal de California 108
- Ruta Estatal de California 120